# Costa del Sol
Costa del Sol – region turystyczny w Andaluzji (Hiszpania), obejmujący wybrzeże śródziemnomorskie między Gibraltarem a przylądkiem Cabo de Gata.
Na Costa del Sol znajduje się wiele znanych kąpielisk morskich: Marbella, Torremolinos, Benalmádena, Málaga, czy Nerja. Stolicą Costa del Sol, czyli wybrzeża słońca jest Malaga, gdzie znajduje się jeden z ważniejszych portów lotniczych Hiszpanii. Costa del Sol jest jednym z trzech najpopularniejszych kierunków wakacyjnych kontynentalnej Hiszpanii.

## Położenie
Linia brzegowa Costa del Sol rozciąga na długości 185 km wybrzeża Morza Śródziemnego, od granicy prowincji Grenada na wschodzie do granicy z Gibraltarem na zachodzie. Tradycyjnie dzieli się na dwie strefy:
- Zachodnie Costa del Sol – odcinek wybrzeża rozciągający się od Malagi po Gibraltaru i obejmuje miasta takie jak Benalmadena, Casares, Estepona Fuengirola, Manilva Marbella, Mijas, San Pedro de Alcántara, Torremolinos,
- Wschodnie Costa del Sol – cześć wybrzeża od Malagi po granicę z prowincją Grenada, na którym znajdują się miasta: Nerja, Rincón de la Victoria, Torja, Torrox, Vélez-Málaga.

Punkt centralny Costa del Sol stanowi jego stolica, Malaga.

## Sport i rekreacja
Costa del Sol znane jest z dużej liczby pól golfowych. Miłośnicy tego sportu określają czasem tę część Hiszpanii jako Costa del Golf, czyli Wybrzeże Golfa.
Wybrzeże Costa del Sol popularne jest również wśród fanów sportów wodnych, zwłaszcza wśród osób uprawiających windsurfing, kitesurfing czy nurkowanie.
El Caminito del Rey to jedna z największych atrakcji Costa del Sol i Andaluzji. Pieszy szlak znajduje się na wysokości ok. 100 metrów nad przepaścią. Trasa ma charakter liniowy i przebiega w jednym kierunku – opadającym, z północy na południe, częściowo po ścieżkach, a częściowo po kładkach.
W ofercie rekreacyjnej Costa del Sol znajdują się również obiekty, oferujące rozrywkę dla całych rodzin, jak Selwo Ventura w okolicach Estepony, Bioparc we Fuengiroli czy Selwo Marina oraz oceanarium Sea Life w Benalmádenie.

## Zabytki
Wybrzeże Costa del Sol może poszczycić się miejscami będącymi ewenementem na skalę europejską i światową. Tak jak i w całe Andaluzji, znajdziemy na nim pozostałości po okresach panowania na tych terenach Rzymian, Wizygotów czy Maurów. Do najważniejszych zabytków, znajdujących się na Costa del Sol należą:
- Alcazaba – zespół fortyfikacji pałacowych w Maladze,
- Castillo de Sohail – pochodzący z X wieku zamek we Fuengiroli,
- Cueva de Nerja – 7-kilometrowy zespół prehistorycznych jaskiń w okolicach miejscowości Nerja,
- La Manquita – renesansowy kościół w Maladze,
- Most Puente Nuevo w Rondzie – wybitny przykład XVIII w. inżynierii,
- Zamek Gibralfaro w Maladze – budowla wzniesiona w X wieku z polecenia Abderramána III.

## Plaże
Klimat Costa del Sol, na którym słońce świeci przez ponad 300 dni w roku sprawia, że lokalne plaże stanowią istotny element oferty turystycznej regionu. Do najsłynniejszych plaż Wybrzeża Słońca należą:
- Playa de Bolonia w Tarifie,
- Playa Burriana i Playa de Maro w Nerja,
- Playa la Malagueta w Maladze,
- Playa Malapesquera w Benalmadenie.
- Playa Real de Zaragoza oraz Playa de Capobino w Marbelli,

## Gastronomia
Zarówno wybrzeże Costa del Sol, jak i cała Andaluzja słyną z kuchni opartej na rybach i owocach morza. W tradycyjnych dla tego regionu potrawach znajdziemy wpływ kuchni żydowskiej, hiszpańskiej oraz arabskiej. W każdy mieście na wybrzeżu Costa del Sol, znajdują się liczne bary serwujące tapas oraz najbardziej charakterystyczne dania regionalne, jak sardinas fritas (smażone sardynki), gazpacho, ajoblanco (chłodnik z migdałów), espetos de sardinas (sardynki pieczone na żywym ogniu) oraz atun de almandraba.